# Borgo Santa Fumia
Borgo Santa Fumia è una frazione di Roma Capitale, situata in zona Z. XXIII Castel di Leva, nel territorio del Municipio Roma IX (ex Municipio Roma XII).
Sorge al diciottesimo km di via Ardeatina.